# Chirurgia refrakcyjna

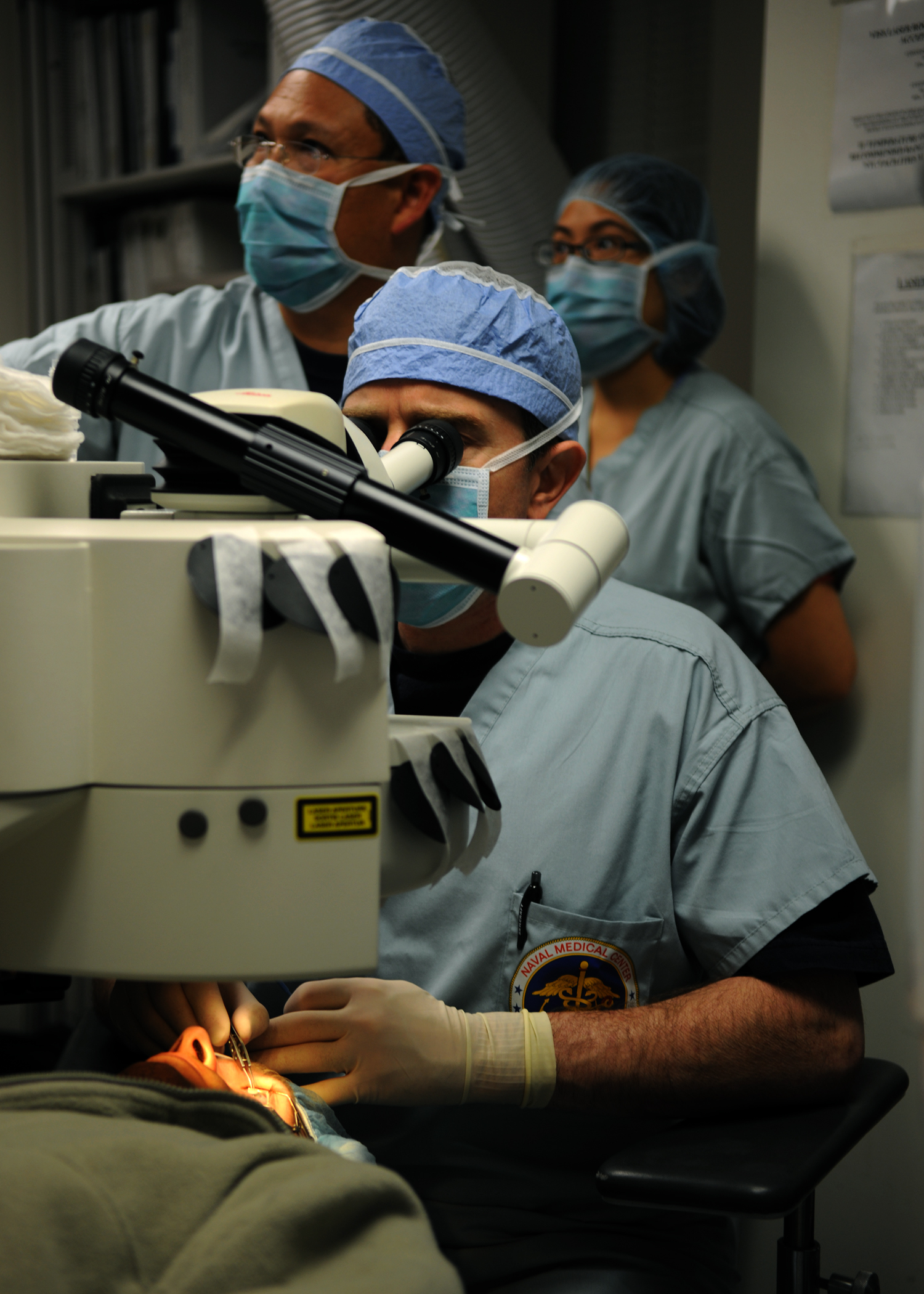
Chirurg-okulista wykonujący fotokeratektomię refrakcyjną (PRK)

Chirurgia refrakcyjna – dziedzina medycyny związana z okulistyką zajmująca się leczeniem operacyjnym oczu (doprowadzeniem do normowzroczności bądź zmniejszenia wady układu optycznego). W praktyce klinicznej są to wszelkie procedury medyczne modyfikujące stan refrakcji oka: zarówno rogówkowe (keratoplastyka refrakcyjna), jak i wewnątrz gałki ocznej. W ramach chirurgii refrakcyjnej wykonywana jest m.in. laserowa procedura LASIK.
Do czasopism okulistycznych specjalizujących się w publikowaniu prac z zakresu chirurgii refrakcyjnej należą m.in. „Journal of Refractive Surgery" oraz „Journal of Cataract and Refractive Surgery".
Pierwsze w Polsce wytyczne dotyczące chirurgii refrakcyjnej opublikowało w grudniu 2024 roku Stowarzyszenie Chirurgów Okulistów Polskich.